# Patrick Gagné
Patrick Gagné (25 de agosto de 1991) es un deportista canadiense que compite en judo. Ganó una medalla de plata en el Campeonato Panamericano de Judo de 2013, en la categoría de –66 kg.

## Palmarés internacional
| Campeonato Panamericano | Campeonato Panamericano | Campeonato Panamericano | Campeonato Panamericano |
| Año                     | Lugar                   | Medalla                 | Categoría               |
| ----------------------- | ----------------------- | ----------------------- | ----------------------- |
| 2013                    | San José (Costa Rica)   | Medalla de plata        | –66 kg                  |